# Valinor
Valinor is een gebied of land in de wereld Arda van J.R.R. Tolkien. Het speelt vooral een belangrijke rol in zijn boek De Silmarillion. Valinor ligt op het werelddeel Aman en is het meest westelijke van alle landen. De Valar (goddelijke wezens) verblijven hier.
Valinor (of 'Land van de Valar') is een groot land dat door de Valar op het werelddeel Aman (of 'het Gezegende Rijk') gesticht werd nadat van hun vroegere woonplaats Almaren door Melkor verwoest was. Oorspronkelijk omvatte Valinor het gehele eiland of werelddeel, maar na de komst van de Elfen werd het oostelijke gedeelte van Aman (inclusief het eiland Tol Eressëa) aan de Elfen geschonken en hernoemd tot Eldamar.
De Valar (en Maiar) hebben zich toen teruggetrokken naar het gedeelte ten westen van de lange bergketen: de Pelóri. Sindsdien staat Valinor ook bekend als 'het Bewaakte Rijk', en wordt het werelddeel Aman door mensen als 'de onsterfelijke landen' aangeduid. De hoofdstad van Valinor is het centraal gelegen Valimar ('Stad van de Valar') of Valmar. Nabij die stad lag de heuvel Ezellohar waar eens de Twee Bomen van Valinor stonden.
Van oudsher was Valinor een deel van Arda, dat men over zee vanuit Midden-aarde kon bereiken. Het was mensen echter uitdrukkelijk verboden naar het westen van de wereld te varen. Nadat Ar-Pharazôn, de laatste koning van Númenor, in 3319 (Tweede Era) een poging deed Valinor met militaire macht binnen te vallen, werden de landen van Aman door Eru onttrokken aan de cirkels van deze wereld. Sindsdien kon het alleen nog maar bereikt worden door de Elfen.